# Leonardus Roselli
Leonardus Roselli (falecido em 1606) foi um prelado católico romano que serviu como bispo de Vulturara e Montecorvino (1597–1606).

## Biografia
No dia 10 de novembro de 1597, Leonardus Roselli foi nomeado bispo de Vulturara e Montecorvino durante o papado de Clemente VIII, onde serviu como bispo até à sua morte em 1606.

## Sucessão episcopal
Enquanto bispo, foi o principal co-consagrador de:
- Valeriano Muti, (1599);
- Baccio Gherardini, (1615);
- Fabio Piccolomini, (1615);
- Bernardino Buratti, (1615);
- Giovanni dei Gualtieri, (1615);
- François de La Valette Cornusson, (1618); e
- Paolo Faraone, (1619).